# Giffers
Giffers é uma comuna da Suíça, no Cantão Friburgo, com cerca de 1.432 habitantes. Estende-se por uma área de 5,22 km², de densidade populacional de 274 hab/km². Confina com as seguintes comunas: Plaffeien, Plasselb, Rechthalten, Sankt Silvester, Tentlingen.

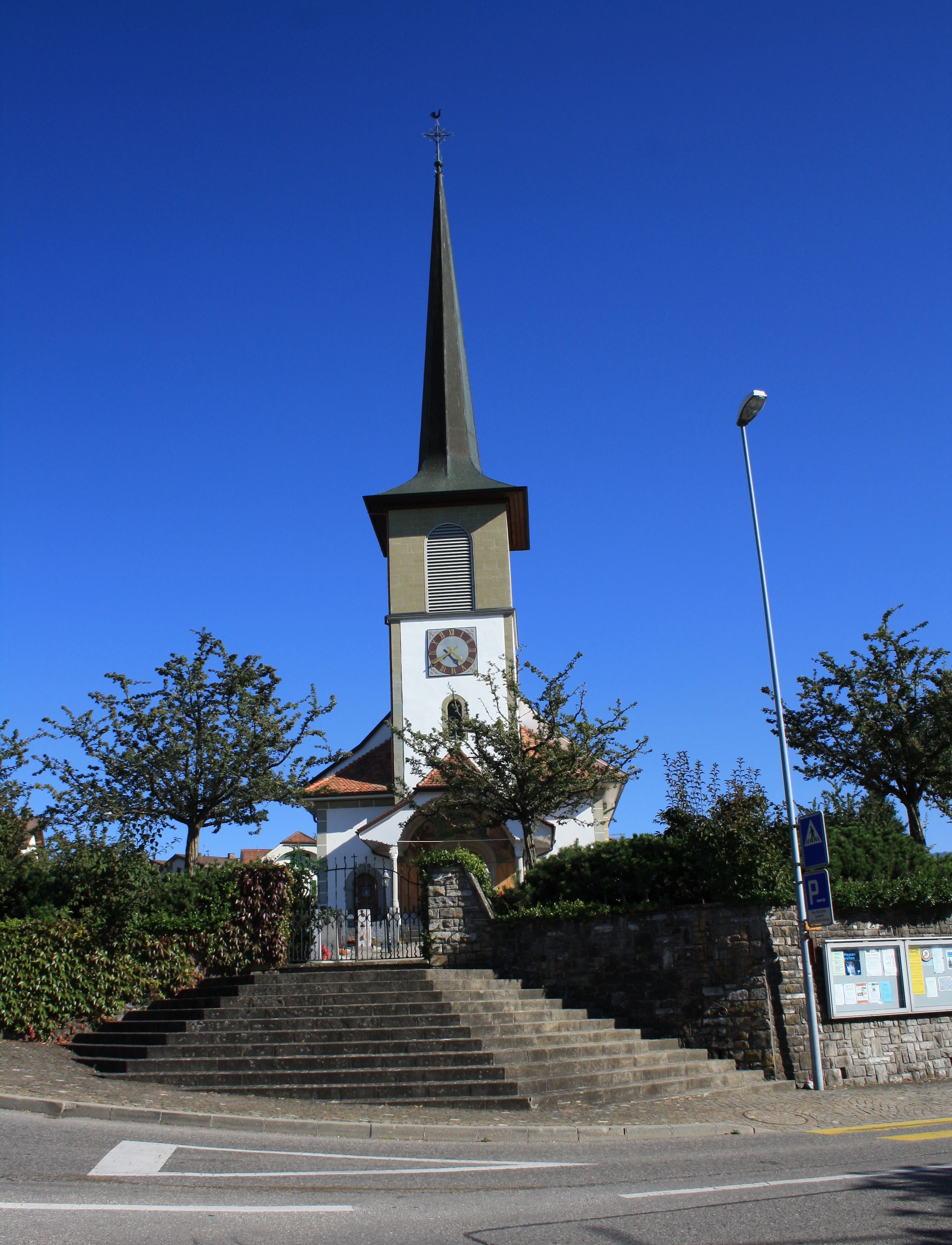

A língua oficial nesta comuna é o Alemão.